# Crassula multicava
Crassula multicava é uma espécie de planta com flor pertencente à família Crassulaceae. 
A autoridade científica da espécie é Lem., tendo sido publicada em L'illustration horticole 9: misc. 40. 1862.

## Portugal
Trata-se de uma espécie presente no território português, nomeadamente no Arquipélago dos Açores e no  Arquipélago da Madeira.
Em termos de naturalidade é introduzida nas duas regiões atrás referidas.

## Protecção
Não se encontra protegida por legislação portuguesa ou da Comunidade Europeia.